# Ligne Vevey – Puidoux-Chexbres
La ligne Vevey – Puidoux-Chexbres (VCh) est une ligne de chemin de fer longue de 7,8 km, à voie unique et à écartement normal, reliant la gare de Vevey à la gare de Puidoux, dans le canton de Vaud en Suisse.

## Histoire
À la fin du XIXe siècle, l'idée émerge d'une ligne de chemin de fer reliant la ligne du Simplon à celle du Plateau à la hauteur de la Riviera, afin de connecter Chexbres au chemin de fer. Le 3 juin 1899, la compagnie du chemin de fer Vevey–Chexbres (VCh) est fondée et travaux de construction de la ligne débutent le 30 octobre 1900 et durent jusqu'au 2 mai 1904. Si les travaux sont assez aisés, ils livrent une ligne au tracé difficile. En effet, la différence d'altitude entre son point de départ et son arrivée est de 231 m et la ligne ne compte que 23 % de son tracé en ligne droite. Le coût total des travaux est de 1 720 000 CHF.
La compagnie n'ayant pas les moyens d'acquérir du matériel roulant négocie avec la compagnie de chemin de fer Jura-Simplon pour qu'elle en assure l'exploitation. Aucune négociation n'aboutit et c'est finalement avec la régie fédérale des Chemins de fer fédéraux (CFF) qu'un contrat est conclu. Des locomotives à vapeur assurent la traction sur la ligne jusqu'à la fin des années 1930. Le 14 novembre 1939 un projet d'électrification de la ligne est présenté et approuvé le 24 décembre. Les travaux d'électrification durent 5 mois. 400 m de voies sont changés et le pont du Burignon renforcé afin de permettre le passage de locomotives électriques. La caténaire initiale est suspendue par des poteaux métalliques et comporte un fil porteur en acier et une ligne de contact en cuivre de 70 mm2 de section. Celle-ci est entièrement recâblée en 1995.
Plusieurs autres travaux de réfections et d'entretien de la voie ont lieu. Les plus importants sont ceux de 1965 ou toute la ligne, rails et traverses, est refaite avec du matériel d'occasion. La durée de ce remplacement est de 3 semaines durant lesquelles des bus de substitutions sont mis en service.
À Chexbres-Village, le dernier chef de gare quitte ses fonctions en 1981 lorsque les voies de croisement sont supprimées. Un agent commercial sert encore le guichet de la gare jusqu'au 31 décembre 1989. Après cette date, seuls des distributeurs automatiques de titres de transports sont disponibles pour la clientèle.
En mai 2013 a lieu la dernière assemblée générale de la compagnie du chemin de fer VCh. L'intégration totale de la compagnie aux CFF est votée et l'ex-régie fédérale devient propriétaire de la ligne qu'elle exploite alors avec des rames NPZ Domino.
À la suite des travaux sur la ligne du Plateau suisse entre Lausanne et Puidoux, l'ensemble du trafic, RER Vaud comme trains grandes lignes, a été coupé sur la section en question du 7 juillet au 26 août 2018. À titre de substitution, des RegioExpress dits « Shuttle » ont été mis en place entre Genève-Cornavin et Fribourg, au nombre de deux par heure, à titre temporaire. Ces trains ont transité durant toute la période par la ligne de Vevey à Puidoux, avec un aller-retour sur deux sans arrêt entre Vevey et Fribourg. Durant cette période, les trains de la ligne R7 ont été supprimés et remplacés par des bus.

## Parcours
La ligne part de la gare de Vevey où elle prend un embranchement qui la détache de la ligne du Simplon. Elle franchit un pont par-dessus la route principale 12 et de là, elle y dessert cinq gares et haltes. La première d'entre elles, immédiatement après le pont, est la halte de Vevey-Funi. Depuis cet endroit, il est possible de prendre la correspondance pour le mont Pèlerin grâce au funiculaire Vevey – Chardonne – Mont Pèlerin. La ligne poursuit son chemin sur une rampe de 38 ‰ jusqu'à son terminus. Au kilomètre 1,73 un passage à niveau gardé permet à la ligne de traverser la route, puis au point kilométrique 1,8 se trouve la halte de Corseaux-Cornalles. Cette station est ouverte au public dès 1996 bien qu'elle ait été ouverte aux écoliers dès le 24 septembre 1995. Environ 380 m plus loin se trouve le second passage à niveau de la ligne. En tout autre endroit de la ligne, celle-ci passe soit sur ou sous la route. La ligne continue jusqu'au kilomètre 5,6 où se trouve la gare de Chexbres-Village. Comportant plusieurs culs-de-sac à l'origine, cette gare n'a aujourd'hui qu'une voie de passage. Plus loin, au kilomètre 7,0 se trouve une halte privée : Le Verney. Il s'agit d'une halte pour les ouvriers de la zone industrielle du Verney. Les trains ne s'y arrêtent qu'aux heures de début et de fin du travail. Finalement, le train arrive au kilomètre 7,83 à la gare de Puidoux terminus de la ligne. À cette station, la ligne est reliée à celle du Plateau,,.

## Source
- Cet article est partiellement ou en totalité issu de l'article intitulé « Chemin de fer Vevey–Chexbres » (voir la liste des auteurs).